# كلوربيريفوس
كلوربيريفوس هو مركب فوسفات عضوي له الصيغة C9H11Cl3NO3PS، ويستخدم ضمن المبيدات الحشرية.
لكن للمركب مضاعفات سلبية، إذ يصنف حسب منظمة الصحة العالمية أنه من المواد الخطرة على الإنسان.

## التحضير
يحضر المركب انطلاقاً من 3-ميثيل البيريدين، حيث يدخل تفاعلات اصطناع عضوي متعددة المراحل، يتم في إحداها التفاعل بين 6,5,3-ثلاثي كلورو-2-بيريدينول مع كلوريد ثنائي إيثيل ثيو الفسوفوريل.

## الخواص
يوجد المركب في الشروط القياسية على شكل بلورات عديمة اللون.

## الأثر الحيوي
المركب سام حتى بتراكيز ضئيلة.

## اقرأ أيضاً
- باراكوات
- ديكوات الآثار الصحية للمبيدات